# Gode råd
Gode råd er en type tynde, sprøde kager, der er beslægtede med vafler, især den type der benyttes til isvafler. Dejen, der er ganske lind, øses ud på et smurt gode råd-jern, der består af to flade plader af jern med dekorative udskæringer. Pladerne, der er monteret i en slags tang, klemmes sammen, og jernet holdes over åben ild, til kagen er bagt. Gode råd kan være rektangulære, lidt større end et spillekort, eller de kan være runde på størrelse med en desserttallerken. Udskæringerne i pladerne giver kagerne en dekoration af blomsterslyng og lignende.
Gode råd er en af de kager, der indgår i sønderjysk kaffebord.
| Mad og drikke | Spire Denne artikel om mad og drikke er en spire som bør udbygges. Du er velkommen til at hjælpe Wikipedia ved at udvide den. |